# Lâu Thượng
Lâu Thượng là một xã thuộc huyện Võ Nhai, tỉnh Thái Nguyên, Việt Nam.

## Địa lý
Xã Lâu Thượng nằm ở trung tâm huyện Võ Nhai, có vị trí địa lý:
- Phía đông giáp thị trấn Đình Cả và xã Phú Thượng
- Phía tây giáp xã La Hiên
- Phía nam giáp huyện Đồng Hỷ và các xã Liên Minh, Tràng Xá
- Phía bắc giáp xã Cúc Đường và xã Vũ Chấn.

Xã Lâu Thượng có diện tích 33,82 km², dân số năm 1999 là 5.884 người, mật độ dân số đạt 174 người/km².
Lâu Thượng là một xã có địa hình đồi núi và thuộc cả hai lưu vực sông Cầu và sông Thương. Trung tâm xã cách thành phố Thái Nguyên 32 km, nếu đến xã theo tuyến quốc lộ 1B từ thành phố Thái Nguyên, bên tay phải đường sẽ là những dãy núi đất, còn bên tay trái chạy song song là dãy núi đá vôi.

## Hành chính
Xã Lâu Thượng được chia thành 11 xóm: Đồng Chăn, Làng Chiềng, Làng Áng, Là Dương, Cây Hồng, La Mạ, La Hoá, Yên Ngựa, Làng Hang, Đất Đỏ, Trúc Mai.